# (300140) 2006 VB61
(300140) 2006 VB61 es un asteroide perteneciente al cinturón de asteroides descubierto el 11 de noviembre de 2006 por el equipo del Spacewatch desde el Observatorio Nacional de Kitt Peak, Arizona, Estados Unidos.

## Designación y nombre
Designado provisionalmente como 2006 VB61.

## Características orbitales
2006 VB61 está situado a una distancia media del Sol de 3,018 ua, pudiendo alejarse hasta 3,273 ua y acercarse hasta 2,763 ua. Su excentricidad es 0,084 y la inclinación orbital 0,974 grados. Emplea 1915,51 días en completar una órbita alrededor del Sol.

## Características físicas
La magnitud absoluta de 2006 VB61 es 16,2. 